# Buriasco
Buriasco là một đô thị ở tỉnh Torino trong vùng Piedmont, có vị trí cách khoảng 30 km về phía tây nam của Torino, nước Ý. Tại thời điểm ngày 31 tháng 12 năm 2004, đô thị này có dân số 1.353 người và diện tích là 14,7 km².
Buriasco giáp các đô thị: Pinerolo, Scalenghe, Cercenasco, Macello, và Vigone.